# Galerucella pusilla
Galerucella pusilla — вид листоїдів, з підродини галеруцинів.

## Поширення
Зустрічається в західному палеарктичному регіоні від Каталонії до Монголії.

## Екологія та місцеперебування
Кормову рослину і імаго та личинки — дербенник іволістний, або плакун-трава (Lythrum salicaria).